# Wiersze i pieśni poświęcone pracownikom Bezpieczeństwa
Wiersze i pieśni poświęcone pracownikom Bezpieczeństwa – tytuł tomiku wierszy wydanych przez Państwowy Instytut Wydawniczy w 1954 r., zawierającego utwory sławiące funkcjonariuszy stalinowskiego aparatu terroru w powojennej Polsce. Antologia zbiera wiersze autorstwa poetów hołubionych przez władze PRL na przełomie lat 40. i 50., które ukazywały się w prasie codziennej, bądź były rozproszone po innych wydaniach.
Zebrane wiersze na cześć funkcjonariuszy UB stanowią realizację jednego z zadań narzuconych literaturze przez władze komunistyczne w okresie socrealizmu. Wedle jego założeń literatura miała oswoić czytelników z instytucją, która budziła grozę, a którą jednocześnie pogardzano.
Tomik zawierał m.in. wiersz Andrzeja Mandaliana, jednego z Pryszczatych, poświęcony przemęczonemu pracą majorowi UB, któremu w czasie nocnej służby objawił się we śnie Feliks Dzierżyński. Po tej interwencji major ocknął się ze snu i przystąpił ponownie do pracy:
Major obudził się
stanął, zadzwonił, kazał wywołać
i znów padały pytania
i znów kłamała odpowiedź. (...)
Notuj, majorze, notuj
szukaj, majorze, nici
żadna brunatna hołota
nie powstrzyma naszego życia.
Stary przed tobą wróg
szpieg i kret (...)
Poeta Leon Kowalski tak dziękował wierszem Towarzyszowi z Bezpieczeństwa:
Nie łatwo jest stykać się z wrogiem codziennie (...)
przez długie godziny
wieczorne i nocne
Mieć jasność umysłu i nerwy tak mocne (...)
Za Twe serce – dla Partii bijące
Ściskam Twą dłoń uzbrojoną
I słowa przesyłam gorące.
Nawet „swoim” nie można było do końca ufać, gdyż:
Czujniej, towarzysze,czujniej,
dotrzymajmy epoce kroku,
i pod skórą legitymacji
trzeba umieć wymacać wrogów.
(Andrzej Mandalian „Śpiewam pieśń o walce klasowej”).